# Maria-Thaddäus von Trauttmansdorf Weinsberg
Maria-Thaddäus von Trauttmansdorf Weinsberg (Graz, 28 de maio de 1761 - Viena, 20 de janeiro de 1819) foi um cardeal do seculo XIX

## Biografia
Nasceu em Graz em 28 de maio de 1761. Filho do conde Weikhard Joseph Trauttmansdorf-Weinsberg e da condessa Maria Anna Wurmbrand-Stuppach. Seu sobrenome também está listado como Trauttmannsdorff; como Trautmansdorf; como Trautmansdorff; e como Trauttmannsdorff.
Estudou no Lyceum of Graz (humanidades e filosofia); no Pontifício Collegio Germanico , Roma (teologia, 1780); no Pontifício Ateneu Romano Sant'Apollinare , Roma (doutorado em teologia, 12 de agosto de 1782); e no Imperial College, Pavia, onde foi influenciado por dois professores jansenistas: Pietro Tamburini e Giuseppe Zola. Recebeu as insígnias do caráter clerical e das ordens menores em 25 de julho de 1780; o subdiaconato em 30 de maio de 1782; e o diaconato em 14 de junho de 1783.
Cônego não residente do capítulo da catedral de Olomouc, 13 de junho de 1783. Ordenado em 20 de dezembro de 1783, Graz. Pastoral em Jägerndorf, Krnov, Silésia; pároco de Holleschau, Morávia, em 1785 (aqui aprendeu tcheco); nesta época, ele renunciou ao jansenismo; cônego residente, 19 de novembro de 1793, e arcipreste do capítulo da catedral. Nomeado bispo de Trieste, 1793, mas antes de receber a confirmação do papa, foi nomeado pelo imperador Franz I para a sé de Hradek Králové, 30 de agosto de 1794.
Eleito bispo de Hradek Králové (Königgrätz), Boêmia, 1º de julho de 1795. Consagrado, 8 de setembro de 1795, igreja de Sankt Maurice, Kromeriz, por Antonín Theodor Hrabì Colloredo-Waldsee, arcebispo de Olomouc, auxiliado por Karl Godefried von Rosenthal, titular bispo de Cafarnam e bispo auxiliar de Olmütz, e por Johann Prokop von Schaffgotsch, bispo de Ceske Budejovice. Conselheiro particular, 1806. Eleito arcebispo de Olomouc pelo capítulo da catedral, em 26 de novembro de 1811; preconizado, 15 de março de 1815. Condecorado com a grã-cruz da Ordem de Leopoldo, 1817.
Criado cardeal sacerdote no consistório de 23 de setembro de 1816; recebeu o barrete vermelho por breve datado no dia seguinte; nunca recebeu o chapéu vermelho e o título.
Morreu em Viena em 20 de janeiro de 1819. Exposto na catedral metropolitana de Viena e enterrado na catedral metropolitana de Olomouc.